# بيير أميديار
بيير مراد أميديار (1967-) (بالإنجليزية: Pierre Omidyar)‏، إيراني الأصل، فرنسي المولد وأمريكي المنشأ. ولد بتاريخ 12 حزيران، 1967م. وهو خبير اقتصادي ومساهم في الأعمال الخيرية، ومؤسس ورئيس موقع إيباي للمزادات العلنية. يعتبر أميديار وزوجته باميلا من أشهر المساهمين في الأعمال الخيرية حيث أوجدا شبكة أميديار في سنة 2004م وهي شبكة استثمار خيرية محدودة، أنشئت بهدف خلق وتوفير ورعاية فرص العمل حول العالم.
بحسب مجلة فوربس، الصادرة في آذار 2009، صنف أميديار في المرتبة 156 في قائمة أغنى الأشخاص حول العالم.

## النشأة وعمله
ولد في باريس في فرنسا لأبوين إيرانيين، انتقل أميديار إلى الولايات المتحدة في سن السادسة من عمره. نشأ في مدينة واشنطن العاصمة. طوّر اهتماماً بالحساب بينما كان لا يزال يدرس في مدرسة سانت أندروز إيبيسكوبال في مدينة بيثيسدا بمقاطعة ماريلاند. تخرج في مدرسة سانت أندروز سنة 1984م؛ وفي سنة 1988 تخرج في جامعة توفتز ونال شهادة في علم الحاسوب. بعد فترة قصيرة ذهب أميديار للعمل لحساب شركة كليرز، أحد فروع شركة أبل لتقنيات الحاسوب، حيث ساعد في كتابة برنامج ماك درو للرسم باستخدام الحاسوب. كما شارك في شركة لتطوير أحبار الطابعات، وفي بداية إطلاق شركة لإنتاج حاسبات بشاشات اللمس والذي أعيد تصنيفها إلى شركة التجارة الإلكترونية وأعيد تسميتها إلى السوق الإلكتروني (بالإنجليزية:  eShop)‏.

## موقع إي باي والمهنة التالية
كان أميديار في 28 من عمره عندما جلس في عطلة أسبوعية طويلة لكتابة برنامج الحاسوب الأصلي، والذي أصبح بالنهاية برنامج إنترنت من الصنف الممتاز- وهو موقع أي بأي للمزادات العلنية. القصة المتكررة في العديد من الحوداث والتي تقول بأن موقع أي بأي أنشئ لمساعدة التجارة المالية لأميديار وووكلائه موزعي السكاكر من نوع بيز (بالإنجليزية: PEZ)‏، تمت دحضها من قبل مدير العلاقات العامة سنة 1997م لجذب وسائل الإعلام. وتم كشف هذه الواقعة في كتاب آدم كوهن الصادر سنة 2002م، وتم تأكيدها من موقع أي بأي.
تم إطلاق موقع أي بأي في يوم العمال العالمي الموافق يوم الإثنين، تاريخ 4 أيلول، 1995م؛ تحت العنوان الأكثر خلواً من الإثارة وينقصه الخيال: «موقع المزادات العلنية»؛ والذي تم ضيافته على الموقع الذي أنشأها أميديار لإعطاء المعلومات عن فيروس إيبولا. فيما بعد، أعيد تسمية موقع المزادات العلنية إلى «موقع إي باي»، بعد أن كان إيكو بأي (بالإنجليزية:  Echo Bay)‏. كان سبب هذا التغيير نصيحة المتخصصين المقربين لأميديار بعد أن أصبح موقع (echoBay.com) غير متوفراً. في البداية كانت الخدمة مجانية، ولكن فيما بعد أصبحت تطلب دفع المال من أجل تغطية تكاليف مزود خدمة الإنترنت.
انضم جيفري سكوول إلى الشركة سنة 1996م. وفي آذار سنة 1998م، أُحضرت ميغ وايت مان كرئيسة ومديرة تنفيذية للشركة وبقيت مستمرة في إدارة الشركة حتى كانون الثاني سنة 2008م حيث أعلنت استقالتها. في أيلول 1998م، أطلق موقع أي بأي حملة شراء أسهم ناجحة، مما جعل أميديار وسكوول من أصحاب البلايين. حسب إحصائية تموز سنة 2008م، قدرت قيمة أسهم أميديار في موقع أي بأي والبالغة عددها 178 مليون سهم بحوالى 4.45 مليار دولار.

## شبكة أميديار
شبكة أميديار هي شبكة الاستثمار الخيرية المحدودة، أنشئت بهدف خلق وتوفير ورعاية فرص العمل لجميع الناس حول العالم. المنظمة تقدم كلاً من المنح والاستثمارات، وتعرّف القواسم المشتركة مع المنظمات الأخرى لدعم وقياس وإعطاء هدف الفوز لرفع التأثير الاجتماعي إلى أقصى حد.
إن شبكة أميديار ترى خدمة البشرية أكثر من مجرد نوعاً ما من أعمال الخير، وأداة من أدوات تحسين حياة الآخرين، وتعمل بصورة مستقلة عن الآلية في العمل. وبهذا، تستخدم المنظمة مدىً شاسعاً من الأدوات في عملها، وتحتضن أنظمة السوق التجارية وتفتح منصات الويب الفاعلة كوسيلة مفتاحية لجعل العالم مكاناً أفضل.
بناءً على فقرة المادة 501جـ البند 3، وقانون حماية الشركات المحدودة، تأسست شبكة أميديار بصورة فردية ووحيدة عبر القطاعات المالية والاجتماعية والحكومية. كمؤسسة تقليدية، صنعت لنفسها صلاحيات باستخدام المادة 501جـ البند 3؛ من خلال شبكة الاستثمار الخيرية المحدودة، فإنها تستثمر لأهداف خيرية. بإلهام من التأثير الاجتماعي لموقع أي بأي، تأسست عمل شبكة أميديار على الاعتقاد بأن التجارة يستطيع أن يخلق قيمة وفرصة استثنائية، وأن حلول الأسواق التجارية يستطيع أن يولد عائدات اجتماعية معنوية. يميز الشبكة الأداء ببراعة، والابتكار، والمقياس كسمات مميزة للقطاع الخاص، والتي هي سمات حاسمة لمخاطبة التحديات العالمية التي نواجهها اليوم.
كامتداد لنشاطات شبكة أميديار في مجال التمويل المصغر، في سنة 2005، وهب بيير وبام أميديار 100 مليون دولار لتوفتس Tufts لإنشاء صندوق أميديار-توفتس للتمويل المصغر. عطاؤهما السخية، أضخم قيمة مفردة في تاريخ توفتس، هدفت إلى تسريع النمو في قطاع التمويل المصغر وقد استثمرت وحدها في في الخطوات التمهيدية للتمويل المصغر.
قبلأن يؤسس موقع أي بأي، شارك بيير في تأسيس شركة تطوير الحبر. سميت فيما بعد باسم إي شوب eShop واكتسب مايكروسوفت الحق الفكري في الاسم. بعد تخرجه من توفتس بشهادة جامعية في درجة البكالوريوس في علم الحاسوب، انضم إلى شركة كلاريس Claris واحد من فروع شركة أبل Apple للكمبيوتر، كمهندس برمجيات الزبائن. يخدم بيير اليوم كوصي على جامعة توفتس، ومدرسة بوناهو ومعهد سانتا في؛ وكمدير في ميت أب MeetUp وكرئيس مجلس إدارة شركة أي بأي.
السيد أميديار هو أيضاً المالك الخاص مونتاج ريسورت وسبا Montage Resort & Spa في ساحل لاغونا، في ولاية كاليفورنيا.